# Liste der Flüsse in Queensland

Flagge Queenslands

Die Liste der Flüsse in Queensland gibt eine Übersicht aller Flüsse im australischen Bundesstaat Queensland.

## Flüsse
Legende: L = Länge in km; E = Einzugsgebiet in km²; Q = Quellhöhe; M = Mündungshöhe; F = Flusssystem

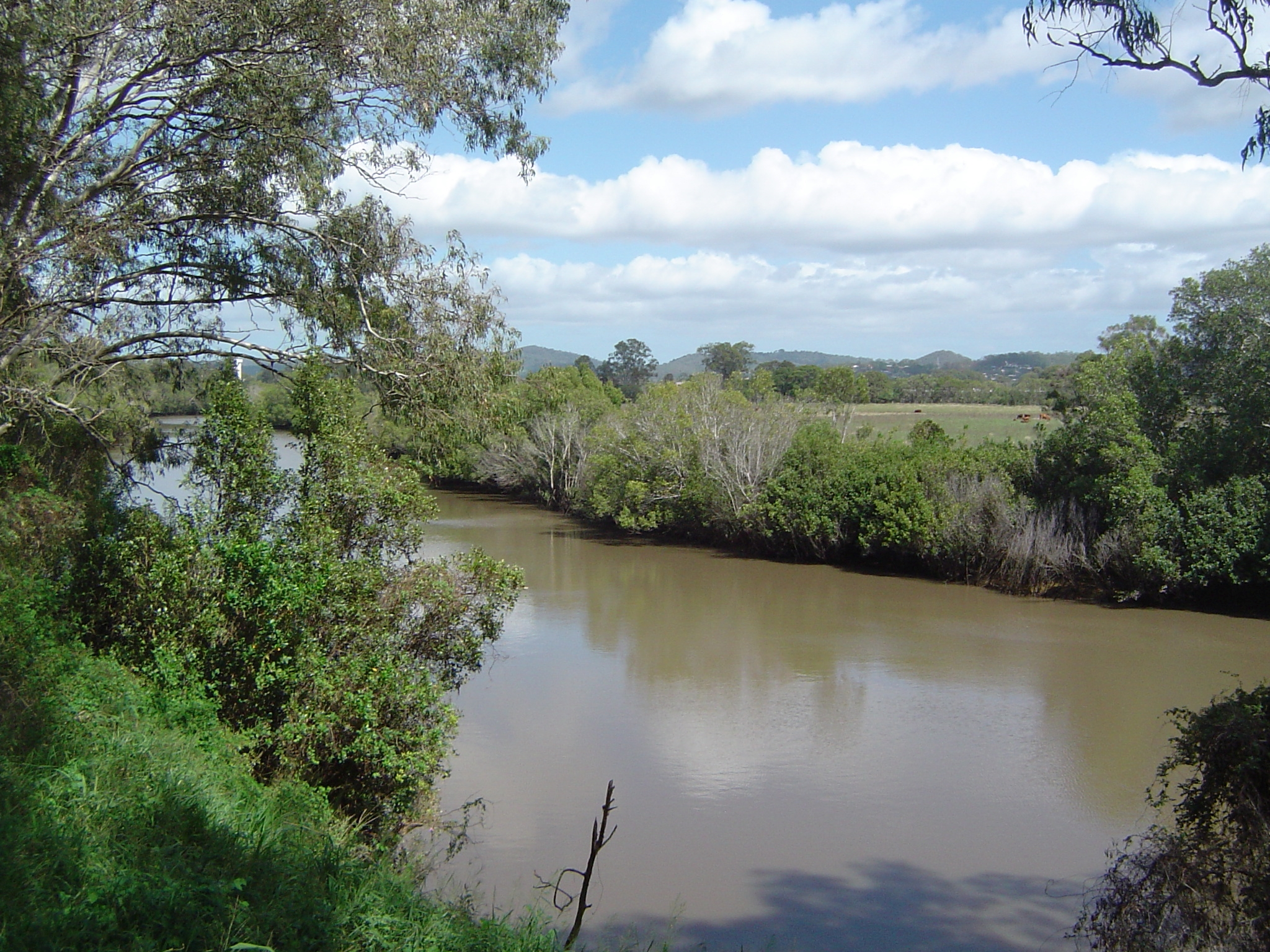
Albert River

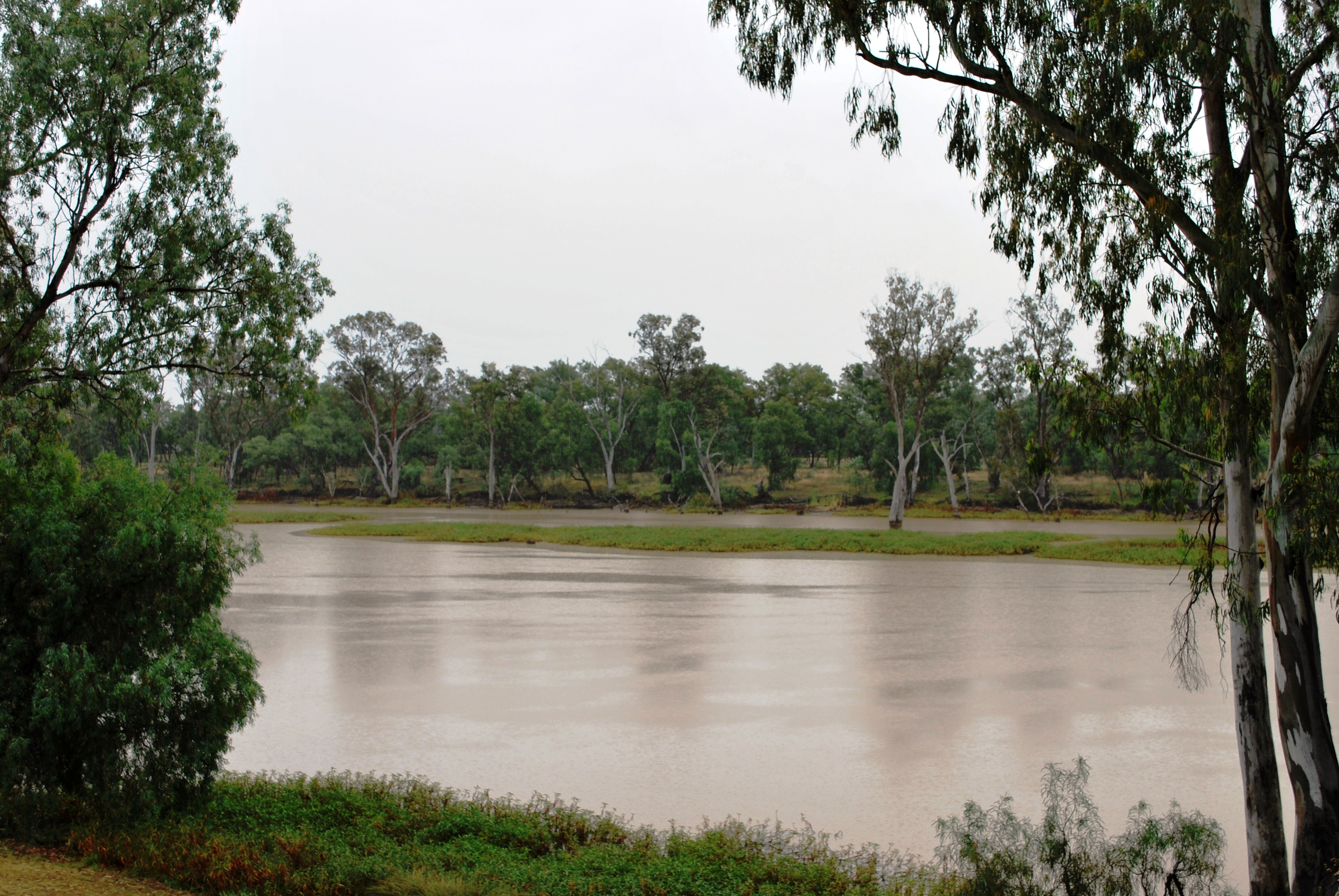
Balonne River

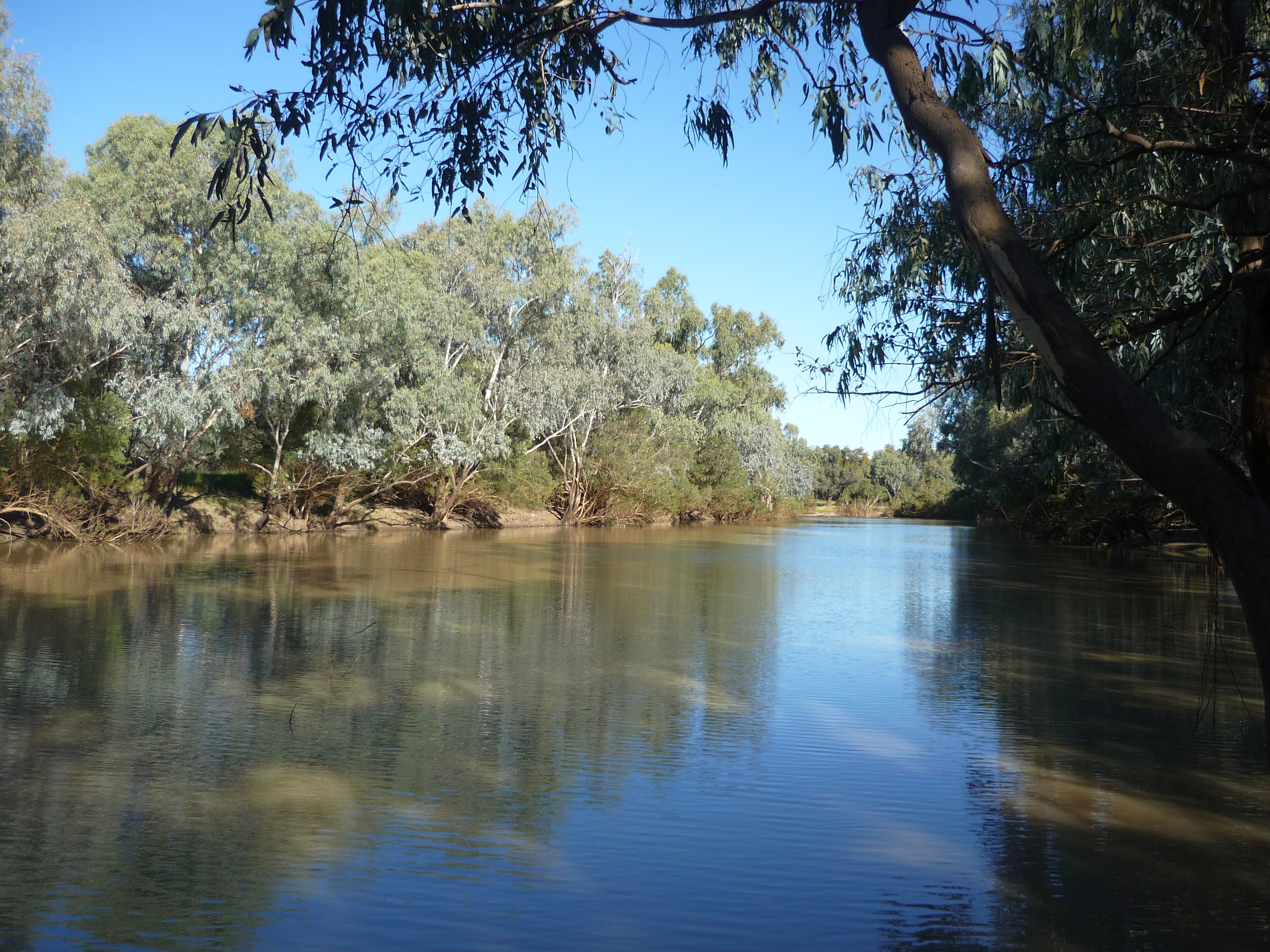
Barcoo River bei Isisford

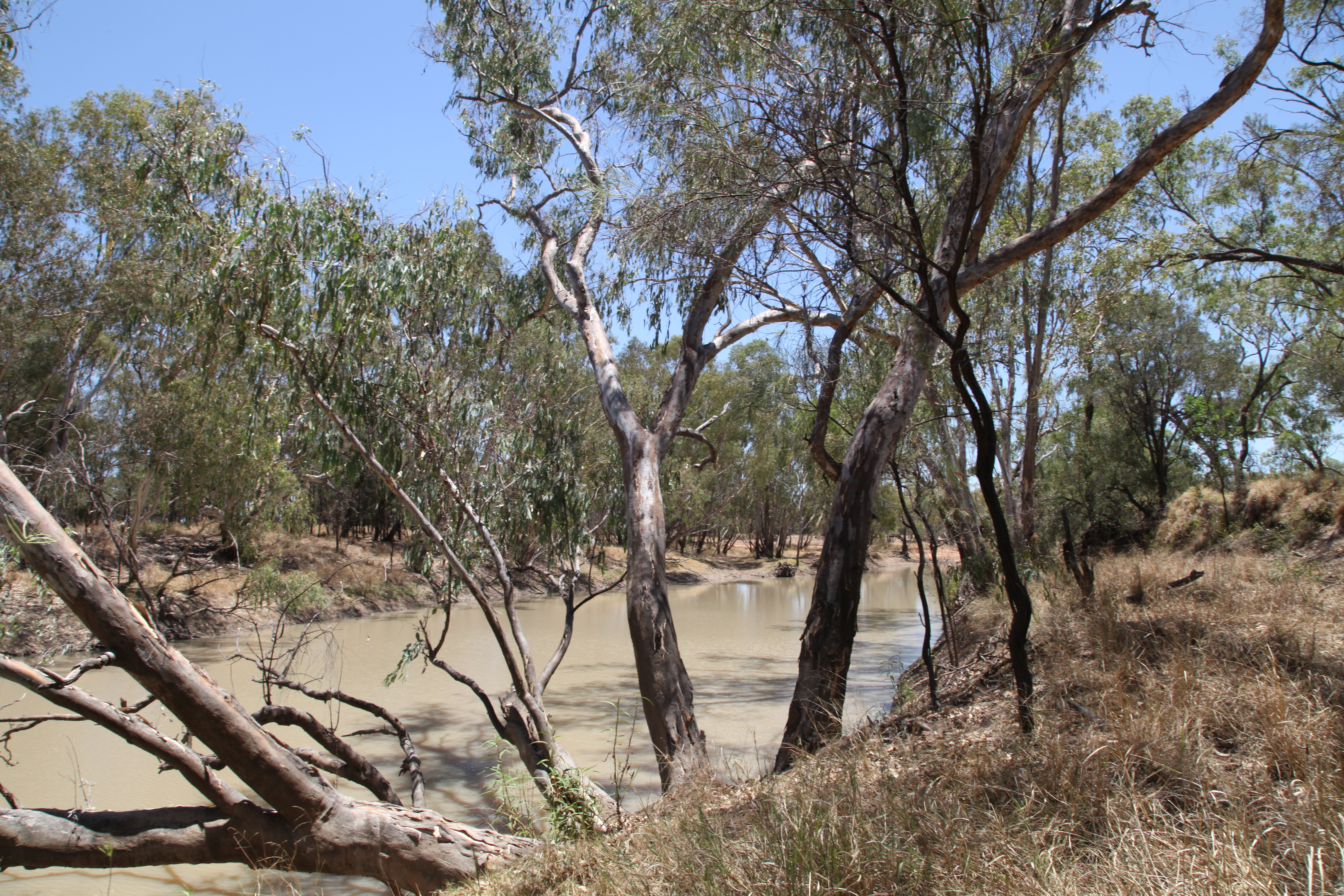
Belyando River

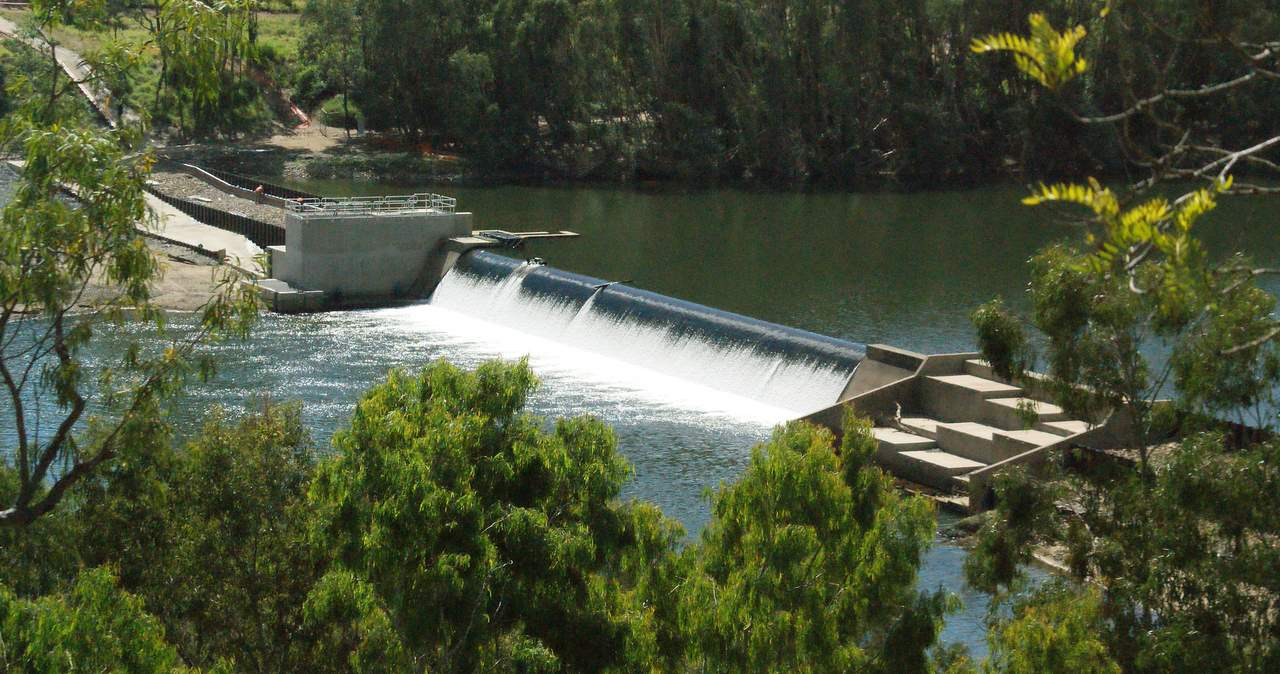
Bowen River

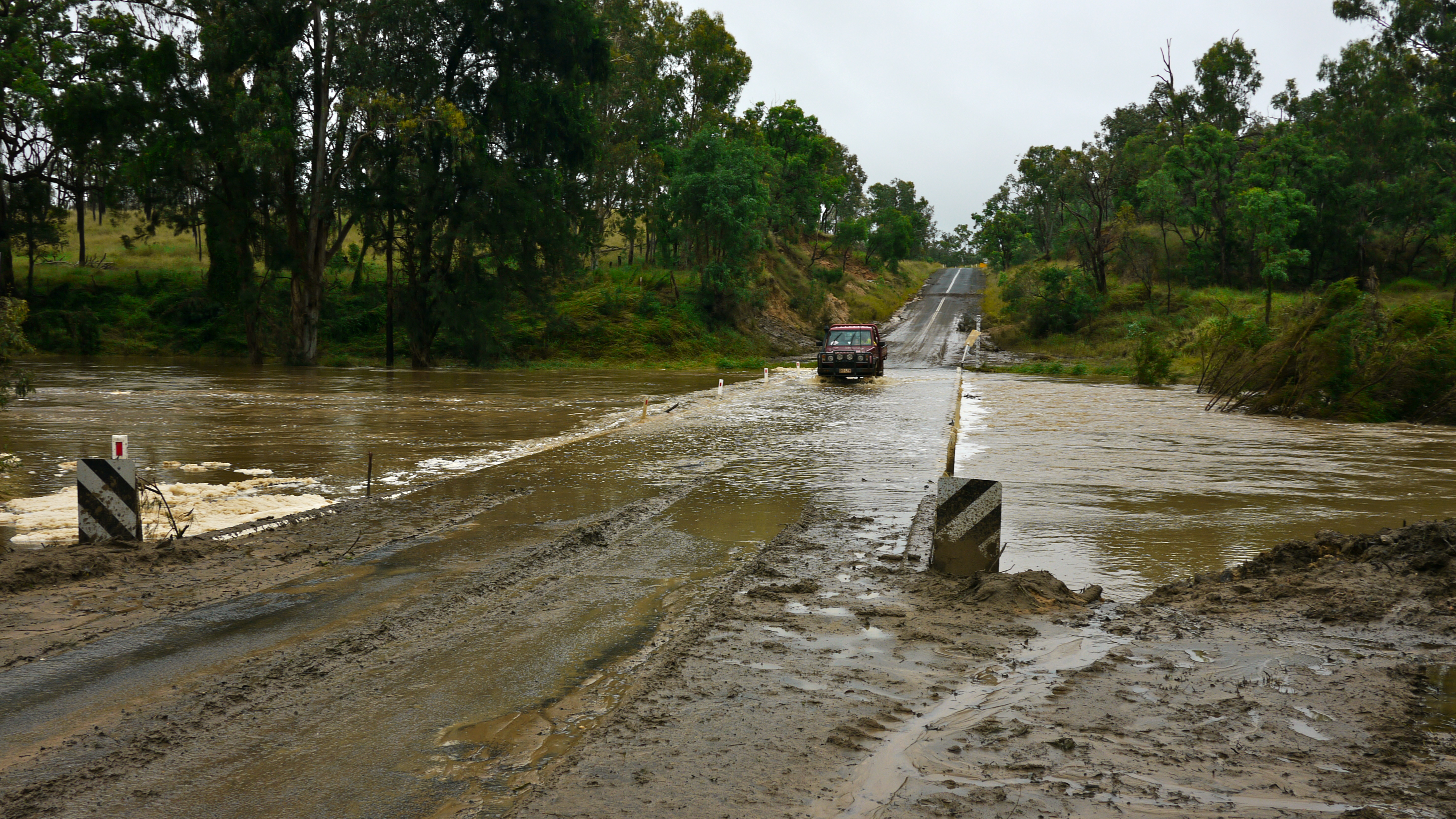
Boyne River

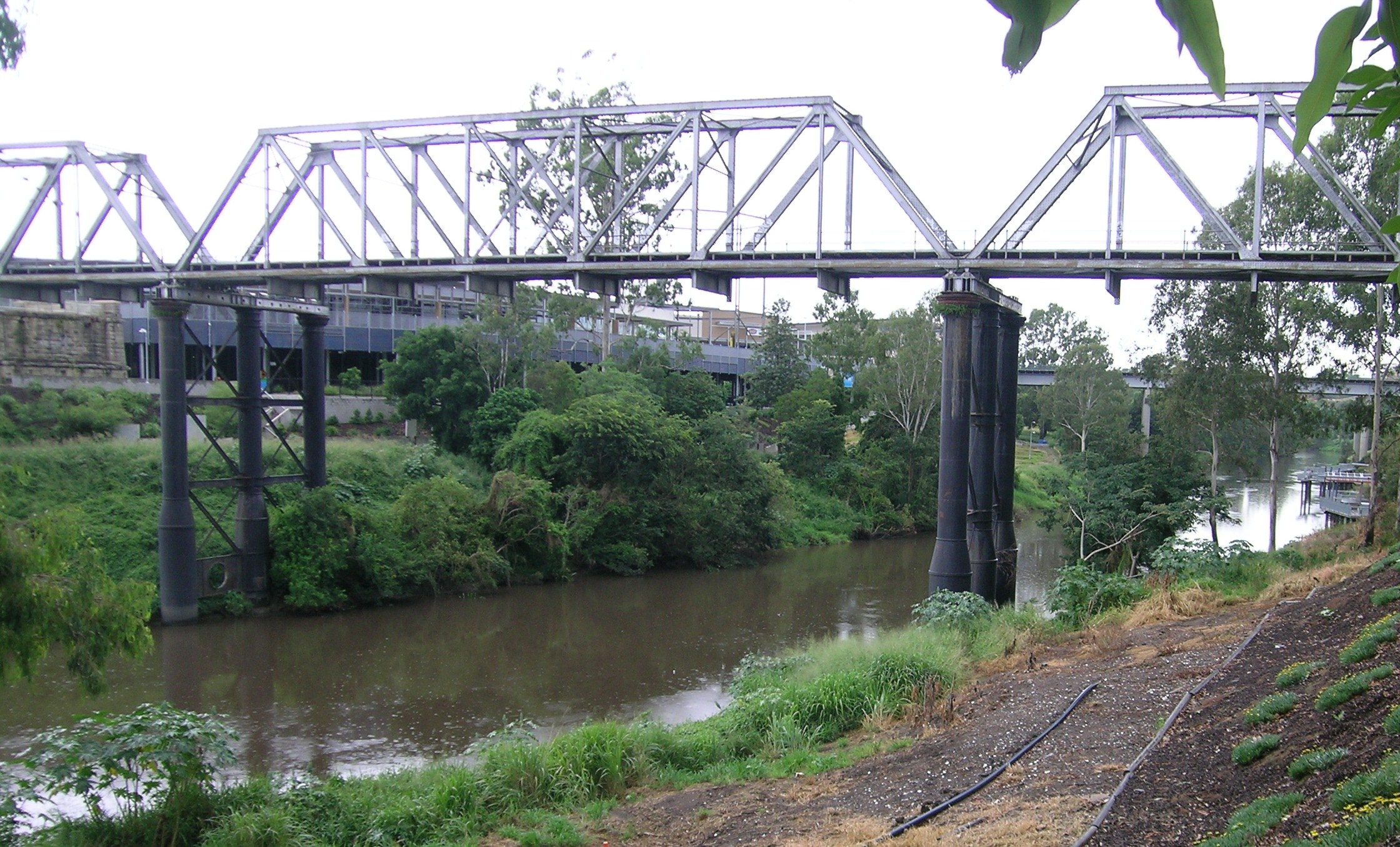
Eisenbahnbrücke über den Bremer River

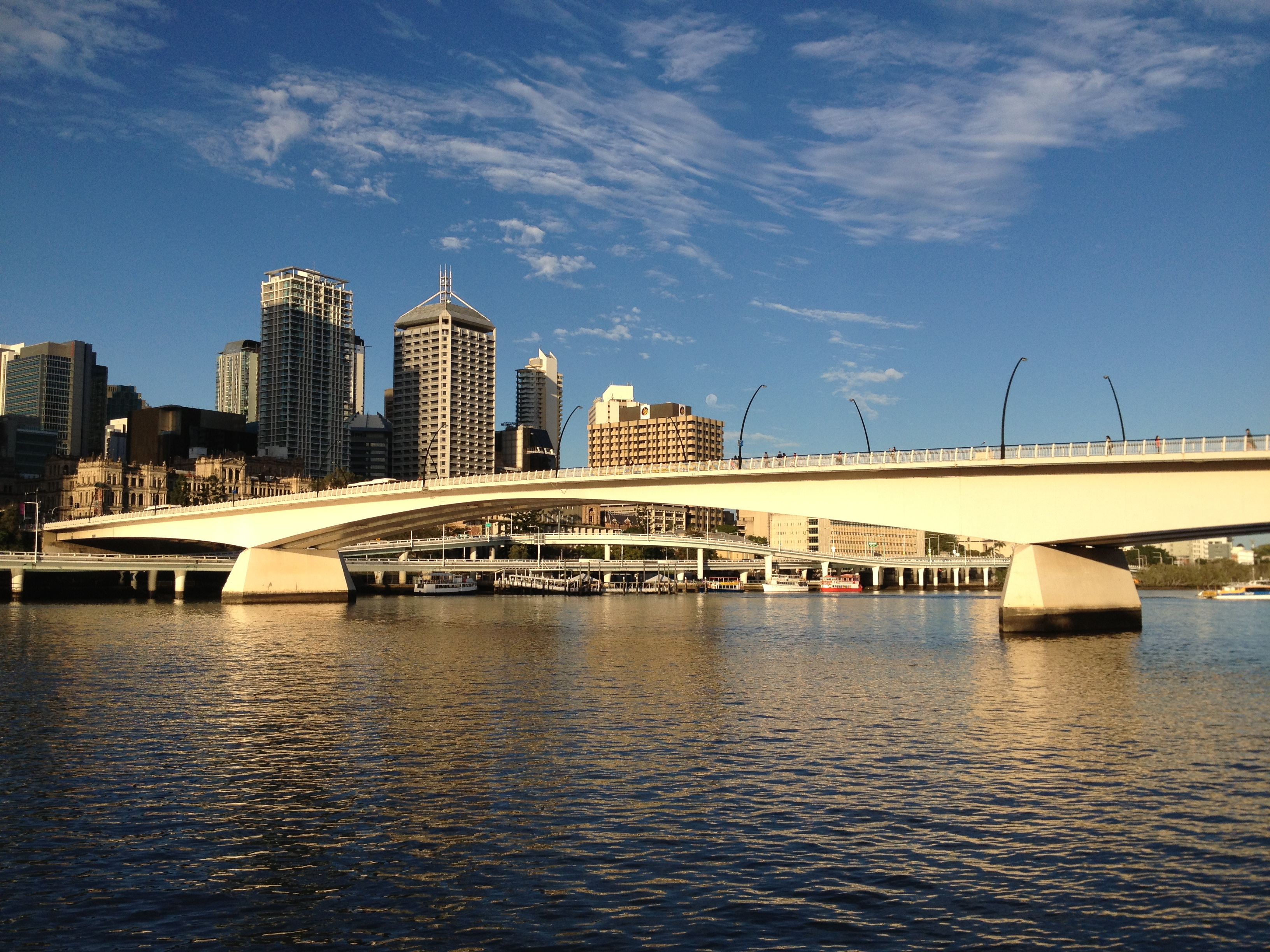
Brisbane River

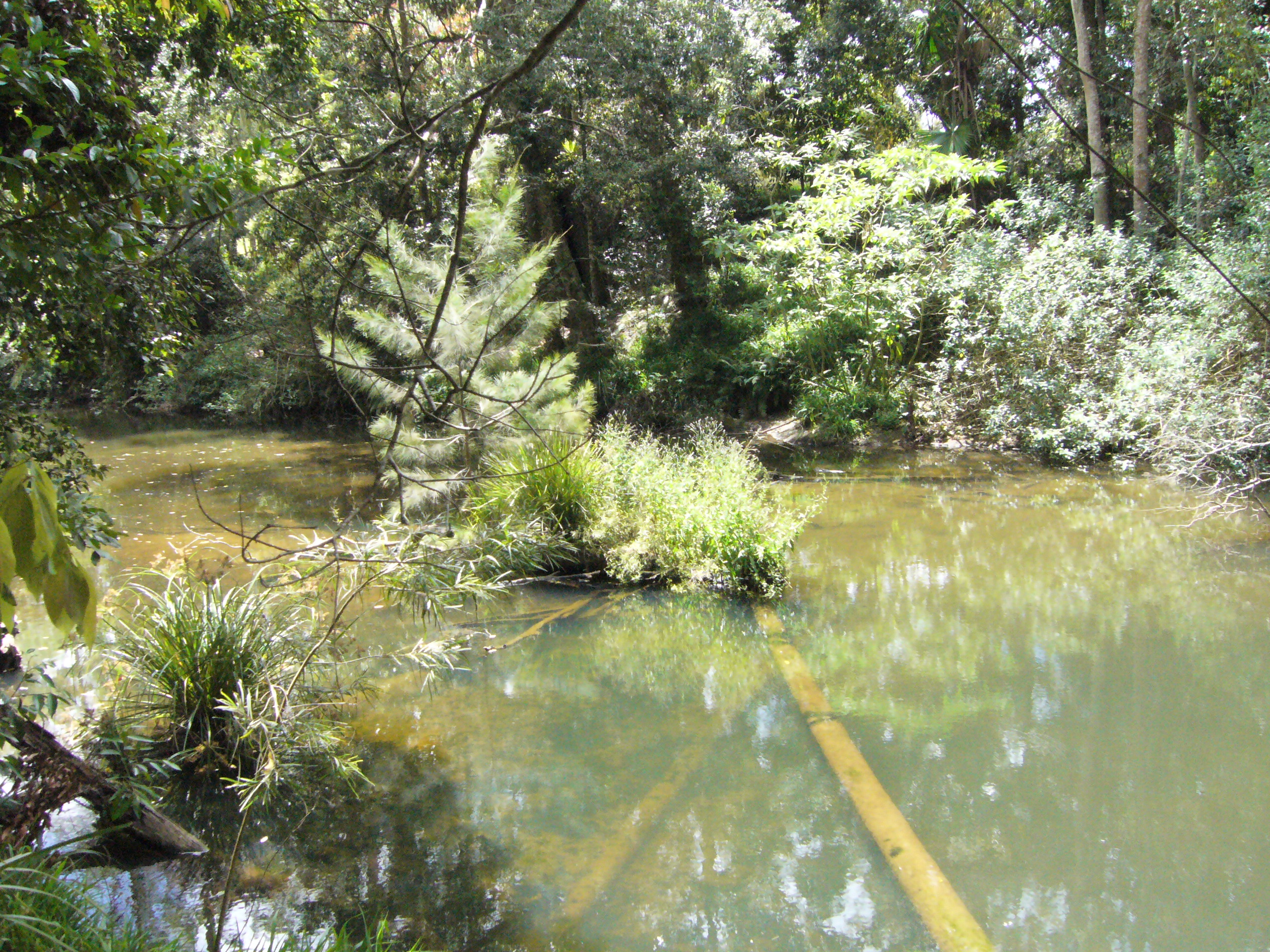
Broken River

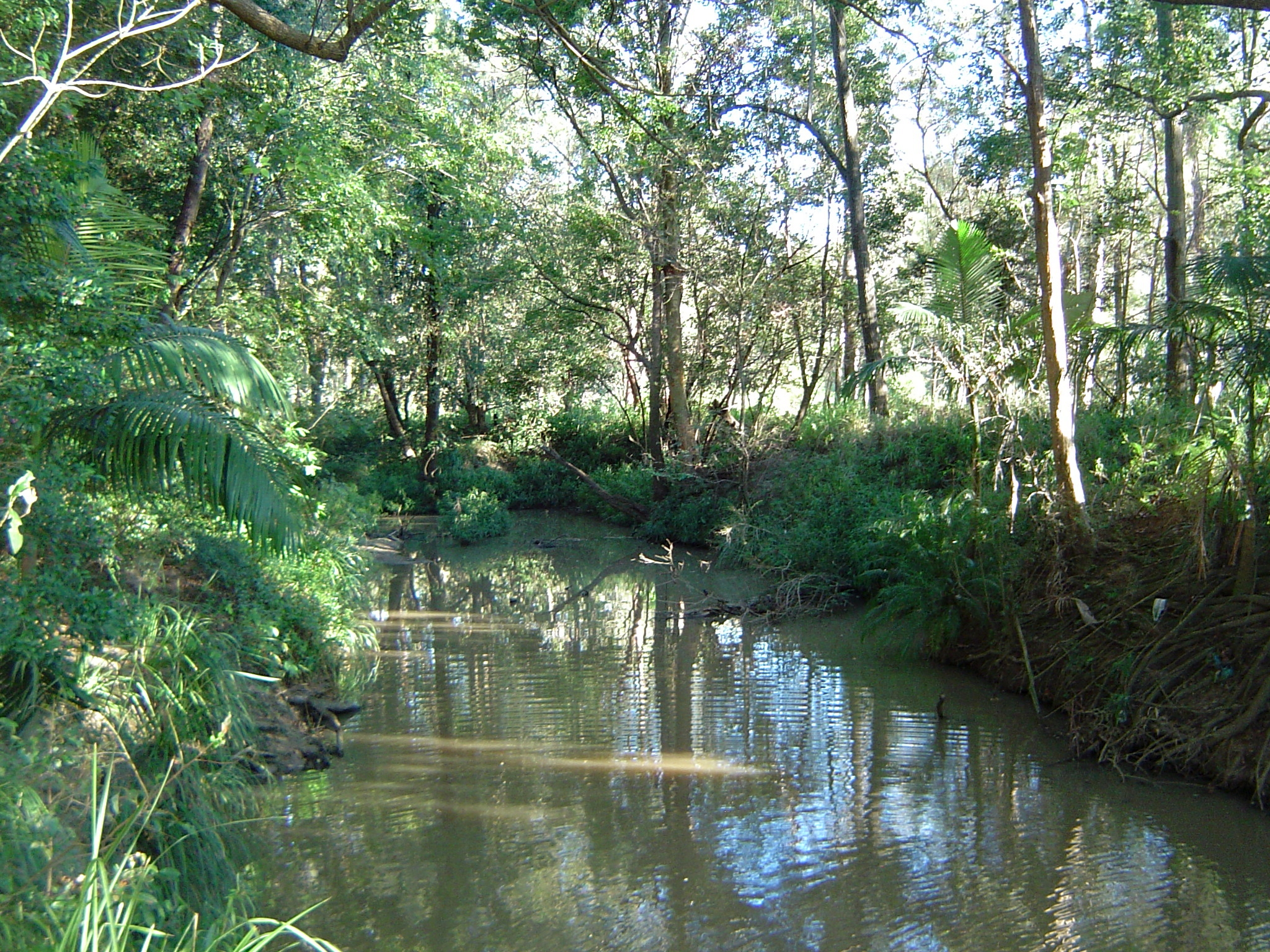
Bulimba Creek

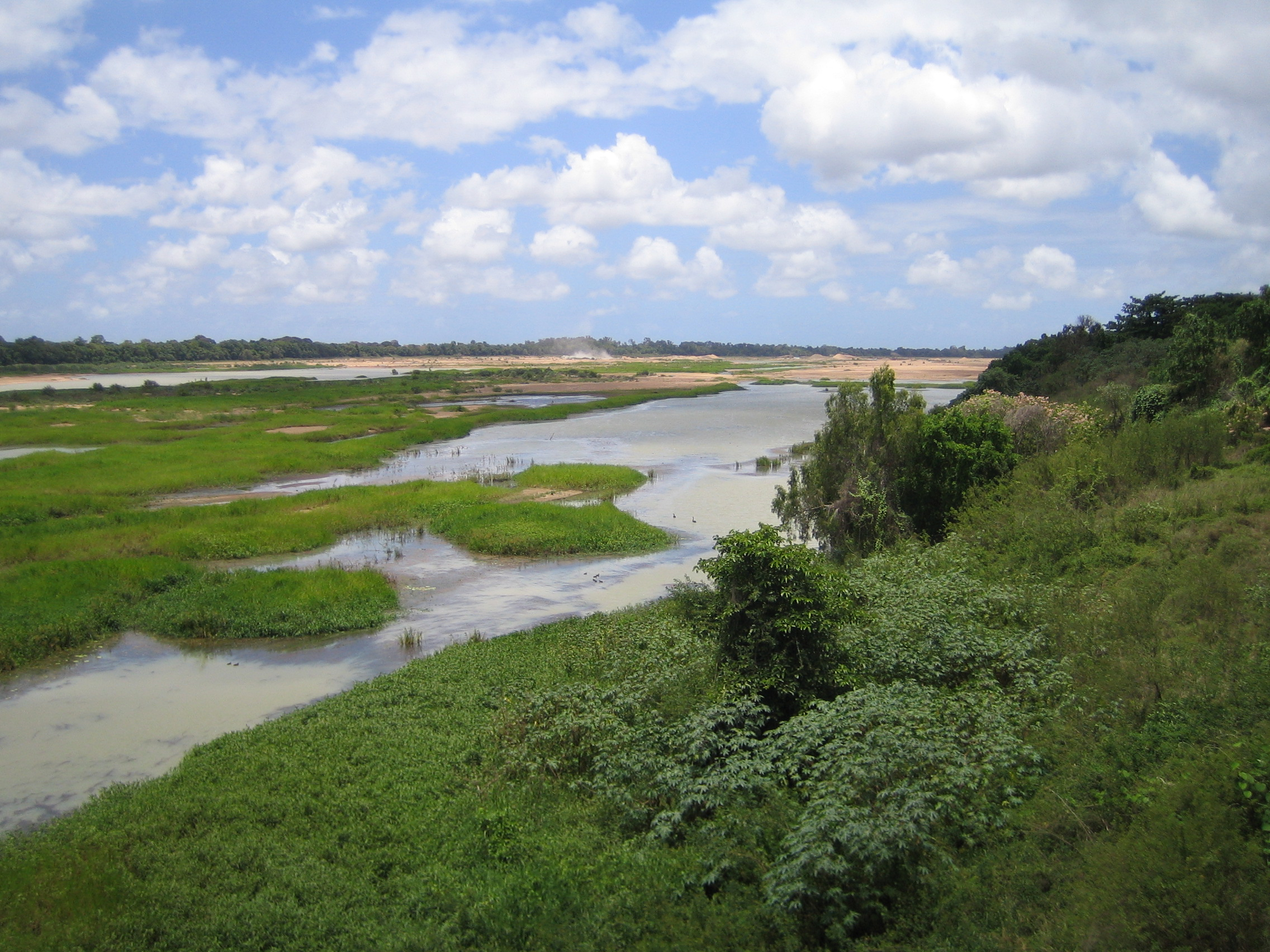
Burdekin River

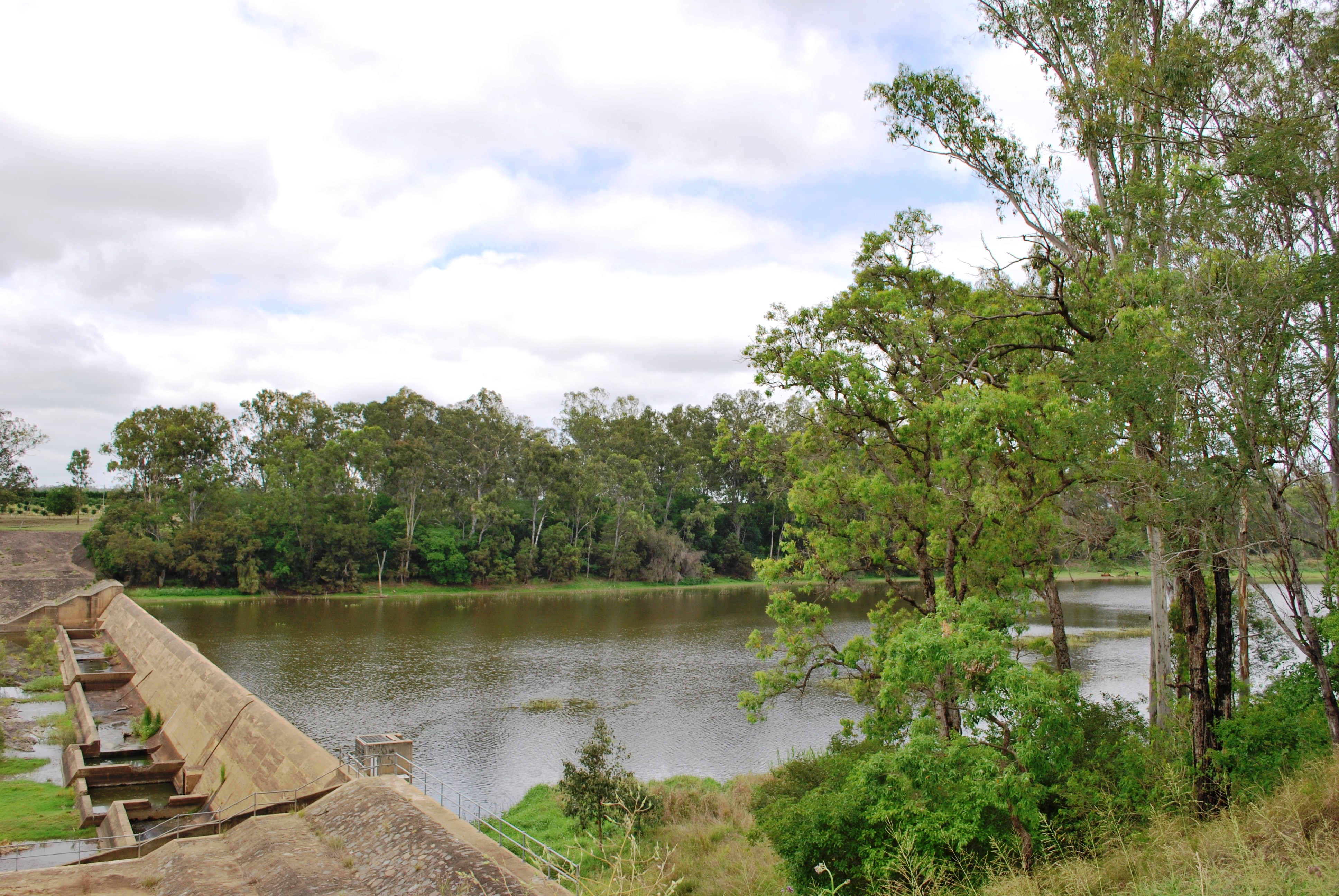
Burnett River

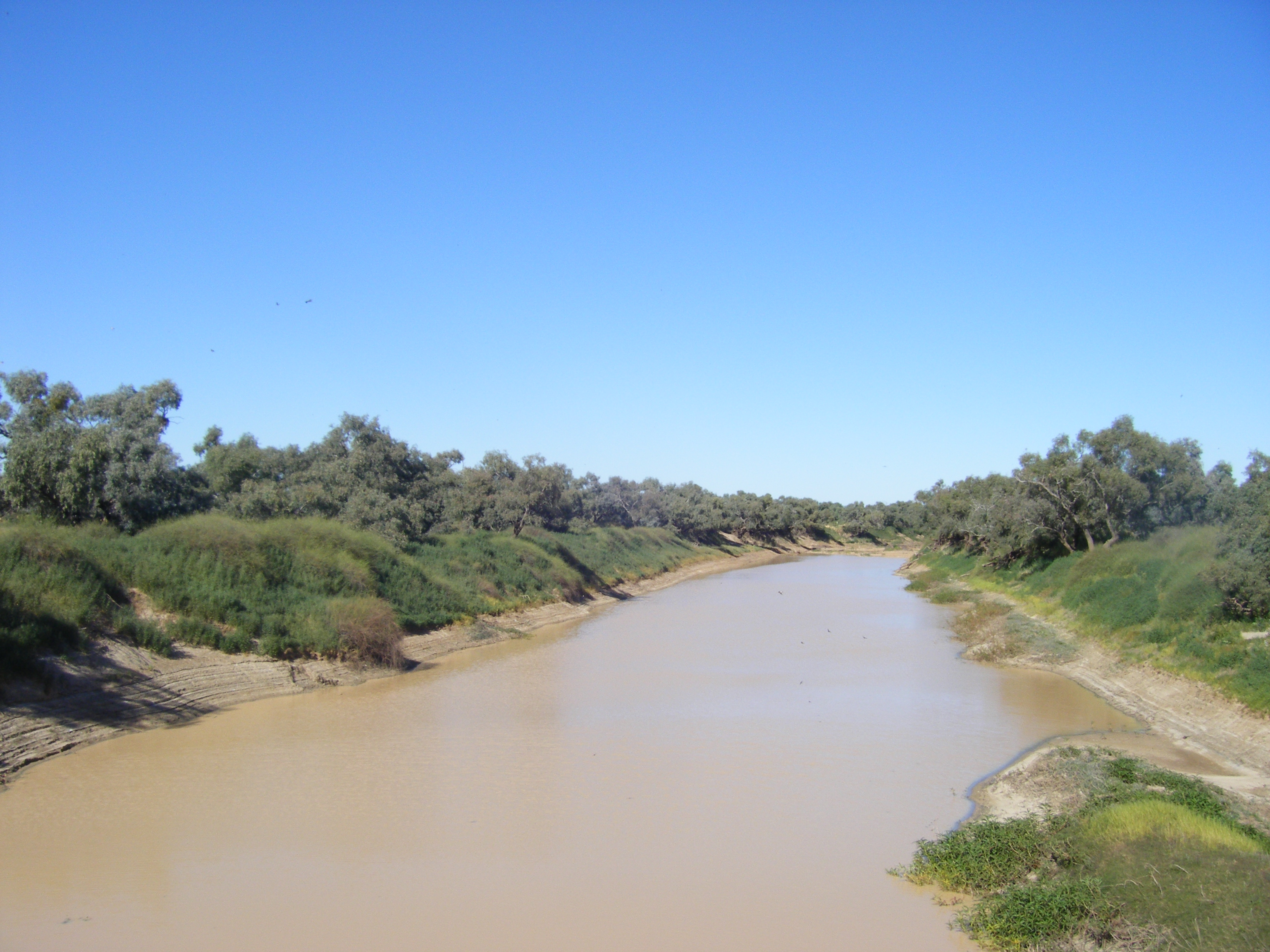
Diamantina River

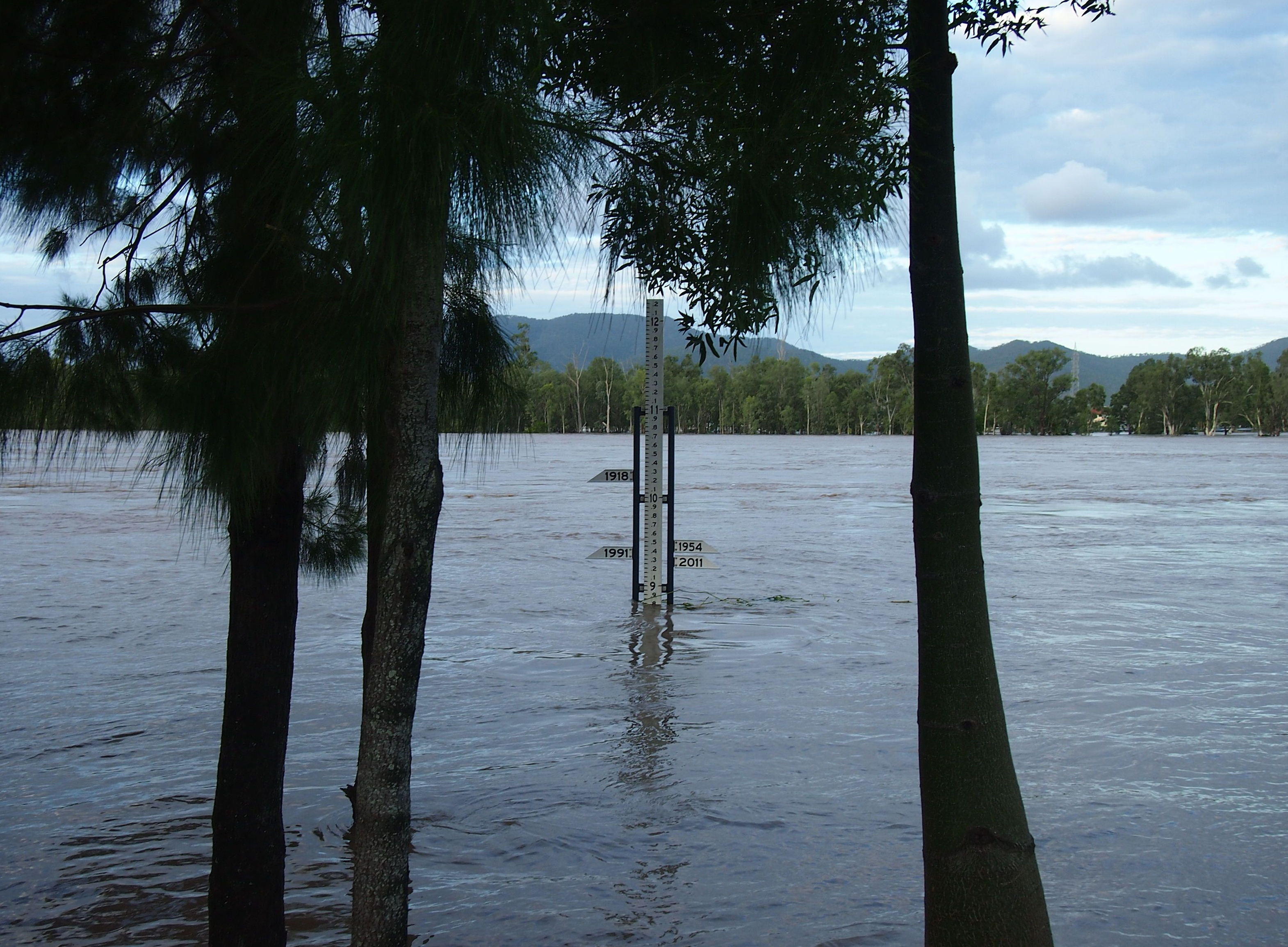
Hochwasserpegel am Fitzroy River

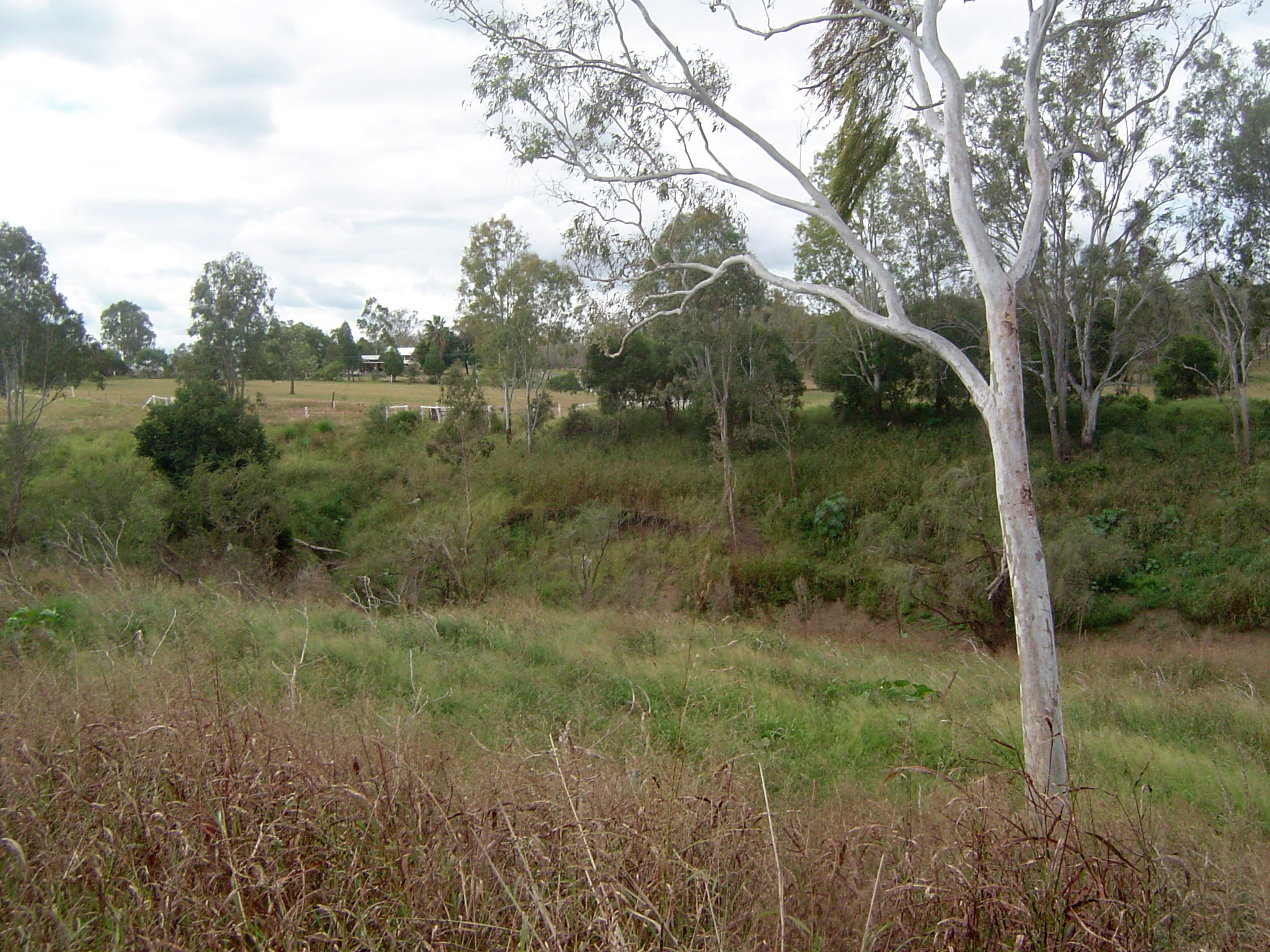
Lockyer Creek

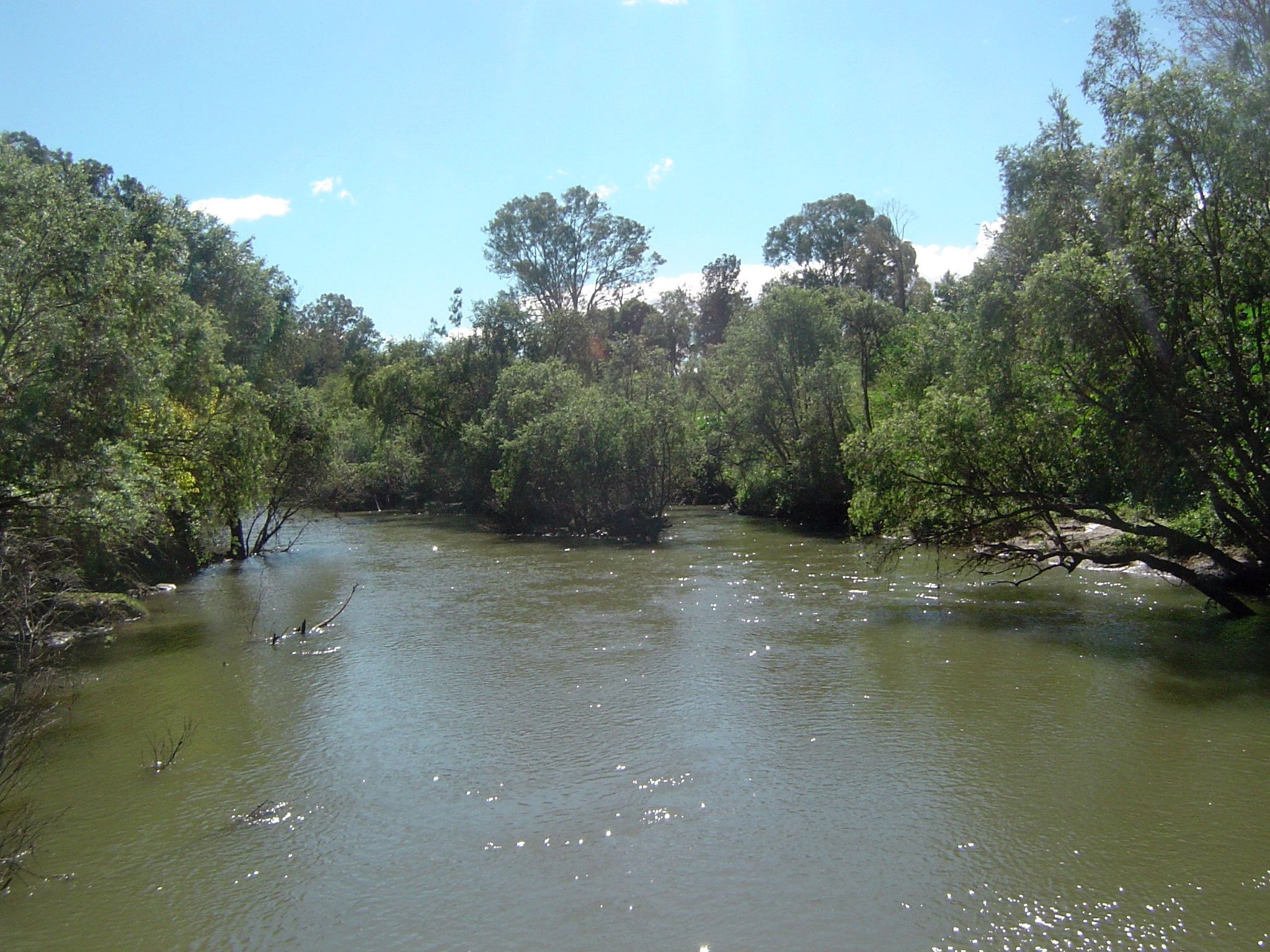
Logan River

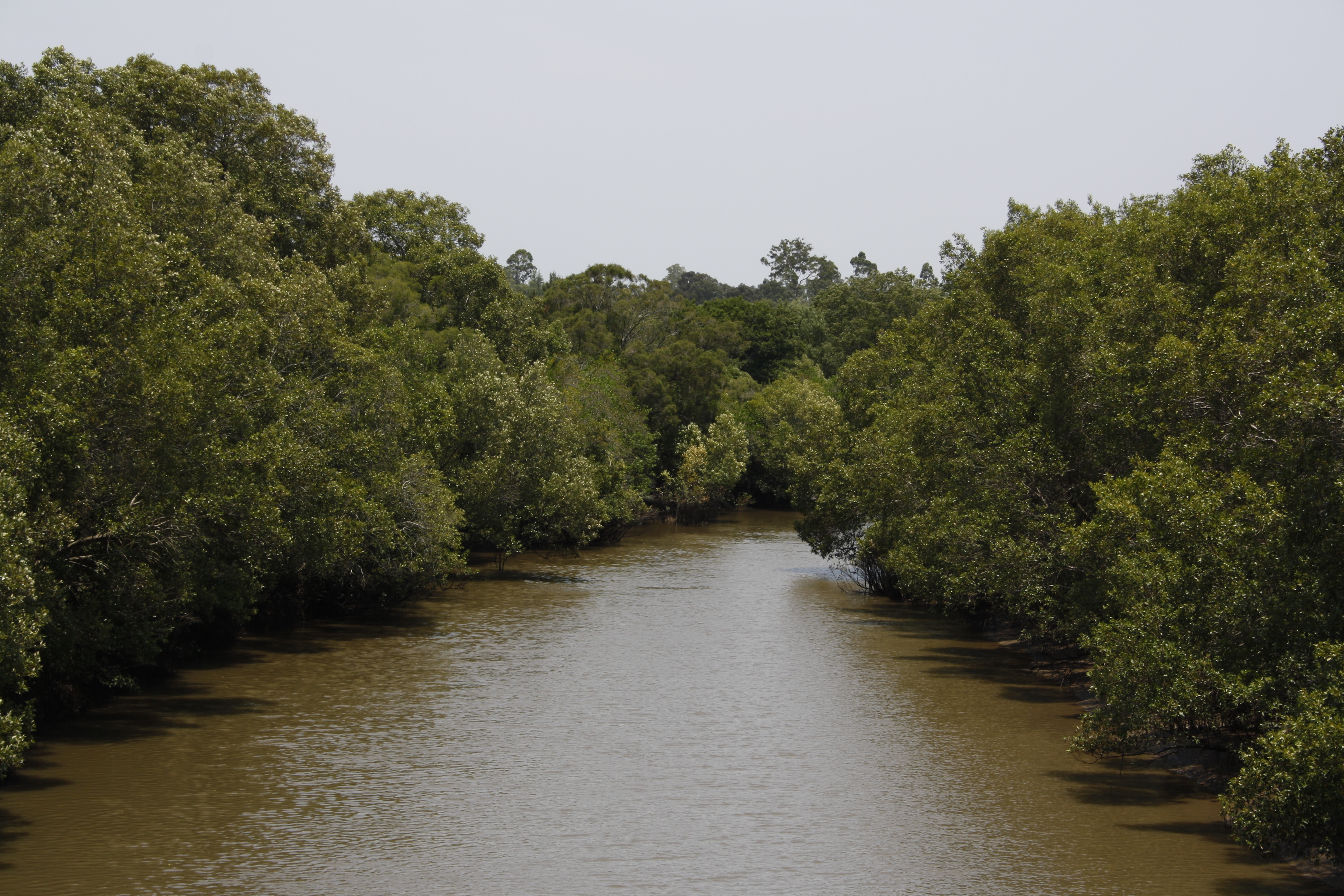
Oxley Creek

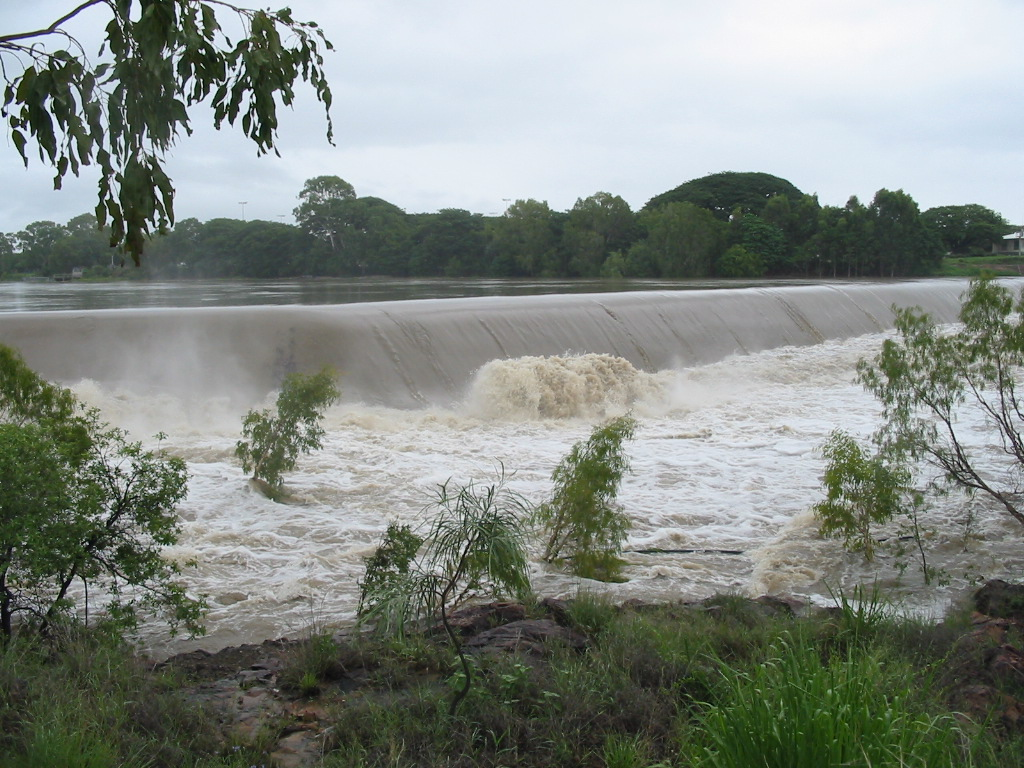
Ross River

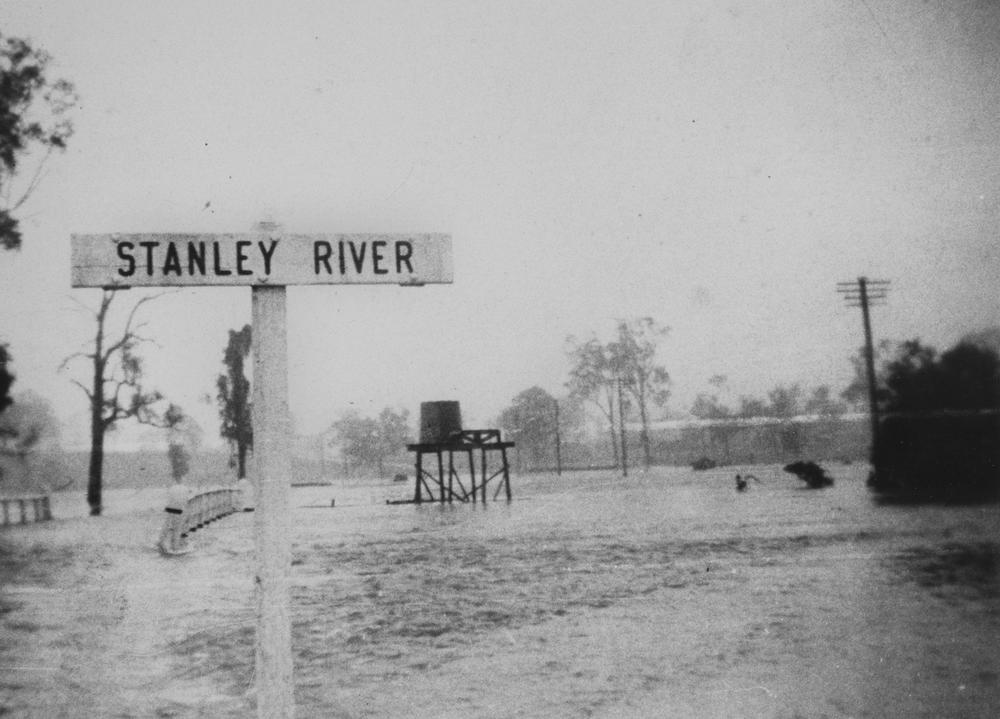
Hochwasser (1927) am Stanley River

| Name                          | L       | E       | Q     | M   | F                   | Bemerkung/en |
| ----------------------------- | ------- | ------- | ----- | --- | ------------------- | --- |
| Albert River                  | 102,0   | 782     | 184   | 3   | Logan River         | |
| Alice River                   | 220,0   |         | 405   | 224 | Cooper Creek        | |
| Alice River                   |         |         |       |     |                     | |
| Alice River                   | 185,0   |         | 132   | 15  | Mitchell River      | |
| Annie River                   | 78,4    |         | 73    | 0   | North Kennedy River | |
| Auburn River                  | 252,0   |         | 464   | 123 | Burnett River       | |
| Balonne River                 | 479,0   |         | 274   | 165 | Murray River        | durchfließt Lake Kajarabie (207 m ü. M.) |
| Ballandool River              | 76,0    |         | 171   | 149 | Murray River        | |
| Barcoo River                  | 570,0   |         | 425   | 130 | Cooper Creek        | der Entdecker Thomas Livingstone Mitchell nannte den Fluss Victoria Stream, später erhielt er von Edmund Kennedy seinen heutigen Namen, der aus der Sprache der örtlichen Aborigines stammt; durchfließt 36 waterholes, unter anderem Avington- (231 m ü. M.), Bull- (164) und Euro Waterhole (132) |
| Barkly River                  |         |         |       |     |                     | |
| Barron River                  | 165,0   | 2.100   | 1.020 | 0   | Barron River        | Barron Falls; durchfließt Lake Tinaroo |
| Basalt River                  | 179,0   | 2.900   | 750   | 277 | Burdekin River      | |
| Belyando River                | 360,0   | 35.000  | 397   | 182 | Burdekin River      | durchfließt elf Seen, unter anderem Greys Lagoon (387 m ü. M.), Alinya Waterhole (230) und Yarmina Waterhole (195) |
| Big Coleman River             | 19,9    |         | 345   | 230 | Coleman River       | |
| Black Burdekin River          | 21,0    |         | 635   | 567 | Burdekin River      | |
| Bogie River                   | 121,0   |         | 315   | 27  | Burdekin River      | |
| Bokhara River                 | 347,0   |         | 171   | 113 | Murray River        | |
| Borer River                   | 65,0    |         | 157   | 73  | Norman River        | |
| Bowen River                   | 129,0   | 9.452   | 148   | 50  | Burdekin River      | |
| Boyne River                   | 230,0   |         | 687   | 122 | Burnett River       | durchfließt Lake Boondooma (293 m ü. M.) |
| Boyne River                   | 125,0   |         | 371   | 0   | Boyne River         | durchfließt Lake Awoonga (41 m ü. M.) |
| Bremer River                  | 86,9    | 2.032   | 132   | 4   | Brisbane River      | |
| Brisbane River                | 309,0   | 13.600  | 213   | 0   | Brisbane River      | benannt nach Sir Thomas Brisbane, dem damaligen Gouverneur von New South Wales; durchfließt Lake Wivenhoe (65 m ü. M.) |
| Broken River                  | 104,0   |         | 793   | 148 | Burdekin River      | durchfließt Lake Eungella (564 m ü. M.) |
| Broken River                  | 75,1    |         | 789   | 455 | Burdekin River      | |
| Broughton River               | 25,3    |         | 287   | 221 | Burdekin River      | |
| Brown River                   | 71,5    |         | 292   | 237 | Fitzroy River       | durchfließt Lake Nuga Nuga (262 m ü. M.) |
| Buckley River                 | 175,0   |         | 372   | 207 | Warburton River     | durchfließt das Flora Waterhole (262 m ü. M.) |
| Bulimba Creek                 |         | 122     |       |     |                     | |
| Burdekin River                | 710,0   | 129.700 | 619   | 0   | Burdekin River      | durchfließt die Lamonds Lagoon (514 m ü. M.) und den Dalrymple-Stausee (158) |
| Burke River                   | 250,0   |         | 323   | 130 | Warburton River     | durchfließt Ninmaroo- (185 m ü. M) und Twelve Mile Waterhole (140) |
| Burnett River                 | 435,0   | 32.220  | 485   | 0   | Burnett River       | durchfließt den Paradise-Stausee (68 m ü. M.) |
| Bynoe River                   | 91,2    |         | 9     | 0   | Flinders River      | Flussarm des Flinders River |
| Calliope River                | 98,2    | 2.241   | 182   | 0   | Calliope River      | |
| Cameron River                 | 34,6    |         | 322   | 190 | Flinders River      | |
| Campaspe River                | 376,0   |         | 859   | 208 | Burdekin River      | |
| Cannon River                  | 74,4    |         | 422   | 300 | Burdekin River      | |
| Cape River                    | 260,0   |         | 676   | 158 | Burdekin River      | durchfließt den Lake Dalrymple |
| Carmichael River              | 25,0    |         | 240   | 216 | Burdekin River      | |
| Carron River                  | 175,0   |         | 134   | 2   | Norman River        | durchfließt das Rope Hole (10 m. ü. M.) |
| Chapman River                 |         |         |       |     |                     | |
| Clara River                   | 310,0   |         | 430   | 25  | Norman River        | |
| Clarke River                  | 191,0   |         | 820   | 341 | Burdekin River      | |
| Claude River                  | 104,0   |         | 485   | 324 | Fitzroy River       | durchfließt das Fish Waterhole (344 m ü. M.) |
| Cloncurry River               | 530,0   | 47.344  | 383   | 30  | Flinders River      | durchfließt Wallacooloobie Waterhole (83 m ü. M.), Palmer Waterhole (78), Stanley Waterhole (72), Ten Mile Waterhole (62), Two Mile Waterhole (50), Ten Mile Waterhole (39) und Tea Tree Waterhole (39)                                                                                             |
| Coleman River                 | 300,0   | 12.862  | 230   | 0   | Coleman River       | durchfließt das Swordfish Hole (75 m ü. M.) |
| Comet River                   | 160,0   | 17.925  | 237   | 153 | Fitzroy River       | durchfließt das Teatree Waterhole (190 m ü. M.) |
| Condamine River               | 657,0   | 13.292  | 772   | 256 | Murray River        | benannt nach T. De La Condamine, dem Adjutanten des damaligen Gouverneurs Ralph Darling |
| Connors River                 | 102,0   |         | 162   | 124 | Fitzroy River       | durchfließt Boat Hole (162 m ü. M.), Main Camp Lagoon (154), Lake Plattaway (124) und Knobbys Waterhole (123) |
| Coomera River                 | 80,0    | 489     | 524   | 0   | Coomera River       | durchfließt den Lake Lugano |
| Cooper Creek                  | 1.420,1 | 297.000 | 130   | −16 | Cooper Creek        | durchfließt 118 Wasserlöcher und Seen |
| Copperfield River             | 161,0   |         | 868   | 439 | Gilbert River       | |
| Corella River                 | 210,0   |         | 300   | 74  | Flinders River      | durchfließt den Corella-Stausee (300 m ü. M.) |
| Culgoa River                  | 489,0   |         | 187   | 109 | Murray River        | |
| Darr River                    | 200,0   |         | 260   | 175 | Cooper Creek        | |
| Dawson River                  | 735,0   | 50.800  | 642   | 584 | Fitzroy River       | der Name des Flusses geht auf Ludwig Leichhardt zurück, der ihn 1844 auf seiner Expedition entdeckte; Dawson war ein Unterstützer dieser Expedition. |
| Dee River                     | 96,7    |         | 454   | 96  | Fitzroy River       | |
| Deighton River                | 85,8    |         | 338   | 65  | Normanby River      | |
| Delaney River                 | 28,2    |         | 372   | 288 |                     | |
| Diamantina River              | 900,1   | 157.000 | 313   | 24  | Warburton River     | durchfließt 38 Wasserlöcher und Seen, unter anderem Lake Goonabulka (160 m ü. M.) und Lake Uloowaranie (34) |
| Don River                     | 165,1   |         | 246   | 73  | Fitzroy River       | |
| Don River                     | 60,0    | 1.200   | 253   | 50  |                     | |
| Dry Alice River               | 7,7     |         | 341   | 331 | Cooper Creek        | |
| Dry River                     | 55,3    |         | 540   | 432 | Burdekin River      | |
| Dry River                     | 33,8    |         | 277   | 162 | Mitchell River      | |
| Dry River                     |         |         |       |     | South Gregory River | |
| Dugald River                  | 170,1   |         | 251   | 182 | Flinders River      | durchfließt das Three Mile Waterhole (69 m ü. M.) |
| Dutton River                  | 209,0   |         | 808   | 206 | Flinders River      | |
| Eastern Boyne River           | 40,5    |         | 501   | 41  | Boyne River         | mündet in den Awoonga-Stausee (41 m ü. M.) |
| East Hodgkinson River         | 86,7    |         | 794   | 285 | Mitchell River      | |
| East Normanby River           | 40,3    |         | 188   | 125 | Normanby River      | |
| Edward River                  | 208,0   | 7.521   | 114   | 0   | Edward River        | |
| Einasleigh River              | 440,0   | 46.810  | 809   | 81  | Gilbert River       | durchfließt das Eight Mile Waterhole |
| Enoggera (Breakfast) Creek    |         |         |       |     |                     | |
| Esk River                     | 20,0    |         | 356   | 0   | Esk River           | |
| Etheridge River               | 163,0   |         | 449   | 147 | Gilbert River       | |
| Eyre Creek                    | 520,0   |         | 107   | 24  | Warburton River     | durchfließt unter anderem Koolivoo Waterhole (78 m ü. M.), Lake Koolivoo (77), Lake Mipia (74) und Kuddarree Waterhole (51) |
| Fanning River                 | 42,3    |         | 287   | 221 | Burdekin River      | |
| Fitzroy River                 | 335,0   | 142.665 | 58    | 0   | Fitzroy River       | benannt nach dem ehemaligen Gouverneur Charles Augustus FitzRoy; durchfließt den Fitzroy-Stausee |
| Flinders River                | 1.004,2 | 109.377 | 816   | 0   | Flinders River      | längster Fluss in Queensland; durchfließt das Flagstone Waterhole (45 m ü. M.) |
| Georgina River                | 1.130,2 | 232.000 | 241   | 107 | Warburton River     | durchfließt 26 Wasserlöcher und Seen |
| Gilbert River                 | 450,0   | 46.810  | 634   |     | Gilbert River       | benannt nach dem englischen Naturforscher John Gilbert |
| Granite Normanby River        | 43,6    |         | 337   | 150 | Normanby River      | benannt nach dem Marquess of Normanby |
| Gregory River                 | 15,7    |         | 669   | 595 | Burdekin River      | |
| Gregory River                 |         |         |       |     |                     | |
| Gregory River                 |         |         |       |     |                     | |
| Gregory River                 | 280,1   |         | 263   | 11  | Nicholson River     | |
| Hamilton River                | 315,0   |         | 259   | 107 | Warburton River     | durchfließt das Bulla Bulla Waterhole (151 m ü. M.), Fish Waterhole (143), Milkamungra Waterhole (121) und das Hamilton Waterhole (107) |
| Hann River                    | 140,0   |         | 178   | 12  | North Kennedy River | |
| Herbert River                 |         |         |       |     |                     | |
| Hodgkinson River              | 90,1    |         | 414   | 248 | Mitchell River      | |
| Isaac River                   | 270,0   |         | 362   | 88  | Fitzroy River       | |
| Isis River                    | 27,0    | 526     | 35    | 0   | Burrum River        | |
| Jack River                    | 102,0   |         | 203   | 33  | Normanby River      | |
| Jardine River                 | 162,0   |         | 100   | 0   | Jardine River       | benannt nach dem Entdecker Francis Lascelle Jardine |
| Kangaroo River                |         |         |       |     |                     | |
| Kelly St. George River        | 36,2    |         | 454   | 351 | Mitchell River      | |
| Kennedy River                 | 141,0   |         | 181   | 26  | Normanby River      | |
| King River                    | 26,6    |         | 169   | 132 | Coleman River       | |
| King River                    |         |         |       |     |                     | |
| King River                    | 43,4    |         | 187   | 120 | Mitchell            | |
| Kirk River                    | 33,3    |         | 275   | 187 | Burdekin River      | |
| Langdon River                 | 51,6    |         | 253   | 191 | Gilbert River       | |
| Langlo River                  | 220,0   |         | 372   | 280 | Murray River        | |
| Laura River                   | 126,1   |         | 234   | 58  | Normanby River      | |
| Little Bowen River            | 53,9    |         | 260   | 148 | Burdekin River      | |
| Little Burke River            |         |         |       |     |                     | |
| Little Coleman River          | 21,4    |         | 287   | 230 | Coleman River       | |
| Little Kennedy River          | 12,3    |         | 264   | 163 | Normanby River      | |
| Little Laura River            | 54,8    |         | 175   | 73  | Normanby River      | |
| Little Mitchell River         | 36,0    |         | 311   | 147 | Mitchell River      | |
| Little Palmer River           | 11,5    |         | 429   | 370 | Mitchell River      | |
| Little River                  | 85,7    |         | 330   | 140 | Gilbert River       | durchfließt das McFarlanes- (193 m ü. M.), das Wallys- (183), das Five Mile- (179) und das Barramundi Waterhole (177) |
| Little River                  | 30,8    |         | 615   | 342 | Mitchell River      | |
| Little Robertson River        | 33,0    |         | 575   | 340 | Gilbert River       | |
| Little Templeton River        | 29,9    |         | 458   | 355 | Warburton River     | |
| Little Weir River             | 78,5    |         | 169   | 153 | Murray River        | |
| Lockyer Creek (Foto)          | 113,0   | 3.032   | 216   | 37  | Brisbane River      | benannt nach dem britischen Soldaten Edmund Lockyer |
| Logan River (Foto)            | 184,0   | 3.076   | 380   | 0   | Logan River         | benannt nach dem Kommandanten der Sträflingskolonie Moreton Bay, Captain Patrick Logan |
| Lukin River                   | 102,0   |         | 211   | 122 | Coleman River       | |
| Lynd River                    | 323,0   |         | 742   | 98  | Mitchell River      | benannt nach dem britischen Offizier Robert Lynd |
| Macdonald River               |         |         |       |     |                     | |
| Macintyre River               | 475,1   |         | 1.260 | 188 | Murray River        | |
| Mackenzie River               | 275,0   | 12.992  | 153   | 58  | Fitzroy River       | durchfließt die Coalmine Lagoon (135 m ü. M.) und den Lake Mary (92) |
| Maranoa River                 | 519,0   | 20.039  | 574   | 207 | Murray River        | durchfließt den Lake Kajarabie |
| Mary River abor.: Moocooboola | 291,0   | 9.595   | 209   | 0   | Mary River          | 1847 nach der Frau des Gouverneurs Charles Augustus FitzRoy, Lady Mary Lennox, benannt |
| Mayne River                   | 175,0   |         | 244   | 104 | Warburton River     | |
| McHenry River                 | 51,5    |         | 107   | 44  | Jardine River       | |
| McKinlay River                | 170,2   |         | 335   | 124 | Flinders River      | |
| McLeod River                  | 37,8    |         | 700   | 327 | Mitchell River      | |
| Merivale River                | 205,2   | 3.460   | 678   | 401 | Murray River        | |
| Mitchell River                | 520,0   | 71.757  | 376   | 0   | Mitchell River      | durchfließt den Lake Mitchell (375 m ü. M.) |
| Moggil Creek                  |         |         |       |     |                     | |
| Morehead River                | 175,0   |         | 147   | 10  | North Kennedy River | |
| Mort River                    | 90,2    |         | 331   | 230 | Warburton River     | |
| Mosman River                  | 53,1    |         | 323   | 77  | Normanby River      | |
| Mulligan River                | 340,0   |         | 205   | 49  | Warburton River     | durchfließt elf Wasserlöcher und Seen |
| Narran River                  | 299,0   |         | 179   | 118 | Murray River        | durchfließt de Narran Lake |
| Nerang River                  | 62,0    | 490     | 138   | 0   | Nerang River        | |
| Nicholson River               | 400,0   | 53.200  | 240   | 0   | Nicholson River     | durchfließt The Block Waterhole und Five Mile Waterhole |
| Nivelle River                 | 19,2    |         | 547   | 517 | Murray River        | |
| Nive River                    | 263,0   |         | 563   | 336 | Murray River        | benannt durch Thomas Livingstone Mitchell nach dem französischen Fluss Nive; durchfließt Long Waterhole |
| Nogo River                    | 90,2    |         | 301   | 162 | Burnett River       | durchfließt das Wuruma Reservoir (230 m ü. M.) |
| Nogoa River                   | 300,0   | 27.676  | 501   | 153 | Fitzroy River       | durchfließt Pelican Waterhole (257 m ü. M.), Wandoo Lagoon (222) und den Maraboon-Stausee (207) |
| Norman Creek                  |         | 30      |       | 1   | Brisbane River      | |
| Norman River                  | 420,0   | 48.950  | 449   | 0   | Norman River        | durchfließt den Glenore-Weir-Stausee |
| Normanby River                | 292,0   | 24.408  | 125   | 0   | Normanby River      | |
| North Gregory River           | 19,4    |         | 871   | 669 | Burdekin River      | |
| North Kennedy River           | 188,7   |         | 95    | 0   | North Kennedy River | |
| North Palmer River            | 71,5    | 41.435  | 501   | 224 | Mitchell River      | durchfließt den Mitchell-Stausee (375 m ü. M.) |
| Oak River                     | 31,6    |         | 636   | 477 | Gilbert River       | |
| O’Shannassy River             | 168,0   |         | 339   | 131 | Nicholson River     | |
| Oxley Creek                   |         |         |       | 543 | Flinders River      | |
| Oxley Creek                   | 70,0    | 260     | 190   | 1   | Brisbane River      | |
| Palmer River                  | 327,0   | 8.335   | 429   | 63  | Mitchell River      | |
| Paroo River                   | 600,0   | 1.383   | 336   | 76  | Murray River        | durchfließt den Thoulcanna-Stausee |
| Perry River                   | 43,7    |         | 150   | 24  | Burnett River       | |
| Percy River                   | 66,6    |         | 664   | 397 | Gilbert River       | |
| Pine River                    | 7,0     |         | 11    | 0   | Pine River          | |
| Pioneer River                 | 120,0   | 1.550   | 75    | 0   | Pioneer River       | |
| Rawbelle River                | 22,7    |         | 365   | 301 | Burnett River       | |
| Robertson River               | 138,0   |         | 749   | 268 | Gilbert River       | |
| Rocky River                   |         |         |       | 0   | Rocky River         | |
| Rocky Tate River              | 73,4    |         | 572   | 296 | Mitchell River      | |
| Rollston River                | 64,1    |         | 274   | 169 | Burdekin River      | |
| Ross River                    | 49,0    | 1.340   | 92    | 0   | Ross River          | |
| Running River                 | 57,3    |         | 660   | 317 | Burdekin River      | |
| Russell River                 | 59,0    | 669     | 206   | 0   | Russell River       | |
| Sandy Tate River              | 50,9    |         | 624   | 414 | Mitchell River      | |
| Saxby River                   | 430,0   |         | 298   | 17  | Flinders River      | durchfließt das Big Crocodile- (81 m ü. M.), Little Crocodile- (79), Barlow- (76), Lyrian- (67), Sandrige- (59), Chain- (55) und das Earles Camp Waterhole (50) |
| Severn River                  | 89,9    |         | 784   | 375 | Murray River        | |
| Seymour River                 | 70,8    |         | 276   | 166 | Nicholson River     | |
| Seymour River                 |         |         |       |     |                     | |
| Smithburne River              | 110,0   |         | 55    | 0   | Gilbert River       | durchfließt das Bird Waterhole (26 m ü. M.), die Blackfellow Lagoon (23) und Wombies Lagoon (23) |
| South Gregory River           | 45,6    |         | 873   | 669 | Burdekin River      | |
| South Palmer River            | 58,1    |         | 537   | 350 | Mitchell River      | |
| St. George River              | 41,5    |         | 264   | 125 | Normanby River      | |
| St. George River              | 65,3    |         | 351   | 190 | Mitchell River      | |
| Staaten River                 | 383     | 25.572  | 220   | −1  | Staaten River       | durchfließt den Staaten-River-Nationalpark und mündet in den Golf von Carpentaria |
| Stanley River (Foto)          | 86,1    | 1.330   | 229   | 65  | Brisbane River      | durchfließt den Lake Somerset (97 m ü. M.) und mündet in den Lake Wivenhoe (65) |
| Stuart River                  | 22,7    | 65      | 365   | 293 | Burnett River       | mündet in den Lake Boondooma (293 m ü. M.) |
| Styx River                    | 24,4    |         | 746   | 624 | Gilbert River       | |
| Styx River                    |         |         |       |     |                     | |
| Suttor River                  | 200,1   |         | 348   | 158 | Burdekin River      | durchfließt den Lake Suttor (197 m ü. M.), das Bulgrum Waterhole (183), die Murdering Lagoon (178) und mündet in den Lake Dalrymple (158) |
| Tate River                    | 130,0   |         | 452   | 195 | Mitchell River      | |
| Templeton River               | 195,0   |         | 372   | 182 | Warburton River     | |
| Thomson River                 |         |         | 212   | 130 | Cooper Creek        | durchfließt 13 Wasserlöcher |
| Thornton River                | 74,8    |         | 314   | 181 | Nicholson River     | |
| Tully River                   |         |         |       |     |                     | |
| Tumbarumba Creek              |         |         |       |     |                     | |
| Ward River                    | 140,0   |         | 389   | 284 | Murray River        | |
| Ward River                    | 46,0    |         | 42    | 0   |                     | |
| Warrego River                 | 900,0   |         | 625   | 98  | Murray River        | durchfließt unter anderem den Lower-Lila-, den Six-Mile- und den Boera-Stausee |
| Weir River                    | 470,0   |         | 358   | 166 | Murray River        | durchfließt das Wanda Waterhole |
| West Burnett River            | 39,3    |         | 510   | 304 | Burnett River       | |
| West Normanby River           | 72,4    |         | 377   | 125 | Normanby River      | nach dem Marquess of Normanby, von 1871 bis 1874 Gouverneur von Queensland, benannt. |
| Williams River                | 150,2   |         | 224   | 91  | Flinders River      | |
| Wilson River                  | 260,0   |         | 189   | 127 | Cooper Creek        | durchfließt 17 Wasserlöcher |
| Woodroffe River               | 120,1   |         |       | 172 | Warburton River     | |
| Woolgar River                 | 156,0   |         | 665   | 240 | Flinders River      | |
| Yappar River                  | 270,0   |         | 391   | 18  | Norman River        | |